# Lijst van voetbalinterlands Duitse Democratische Republiek - Ecuador
Deze lijst van voetbalinterlands is een overzicht van alle officiële voetbalwedstrijden tussen de nationale teams van de Duitse Democratische Republiek (DDR) en Ecuador. De landen speelden twee keer tegen elkaar. De eerste ontmoeting, een vriendschappelijke wedstrijd, werd gespeeld in Quito op 18 februari 1973. Het laatste duel, eveneens een vriendschappelijke wedstrijd, vond plaats op 6 februari 1985 in Guayaquil.

## Wedstrijden
| № | Plaats    | Datum            | Competitie        | Wedstrijd                                | Uitslag |
| - | --------- | ---------------- | ----------------- | ---------------------------------------- | ------- |
| 1 | Quito     | 18 februari 1973 | Vriendschappelijk | Ecuador – Duitse Democratische Republiek | 1 – 1   |
| 2 | Guayaquil | 6 februari 1985  | Vriendschappelijk | Ecuador – Duitse Democratische Republiek | 2 – 3   |

## Samenvatting
| Competitie        | Totaal gespeeld | Winst DDR | Gelijk | Winst Ecuador | Doelsaldo DDR – Ecuador |
| ----------------- | --------------- | --------- | ------ | ------------- | ----------------------- |
| Vriendschappelijk | 2               | 1         | 1      | 0             | 4 − 3                   |
| Totaal            | 2               | 1         | 1      | 0             | 4 − 3                   |

Wedstrijden bepaald door strafschoppen worden, in lijn met de FIFA, als een gelijkspel gerekend.

## Details

### Eerste ontmoeting
| Vriendschappelijk (Quito, Ecuador, 18 februari 1973): |              | |
| Ecuador | 1 – 1        | Duitse Democratische Republiek |
| Jorge Tapia 73' | goals        | 3' Hans-Jürgen Kreische |
| Roberto Resquín | bondscoach   | Georg Buschner |
| Edwin Mejia 62' Enrique Portilla Victor Pelaez Jefferson Camacho Jesús Ortíz Jorge Tapia Héctor Morales Italo Estupiñan Polo Carrera 62' Felix Lasso Marcos Guime 62' | opstellingen | Jürgen Croy Manfred Zapf 72' Gerd Kische Hans-Jürgen Dörner Bernd Bransch Lothar Kurbjuweit Wolfgang Seguin Jürgen Pommerenke Hans-Jürgen Kreische Peter Ducke 53' Frank Richter |
| Enrique Aguirre 62' Ramiro Tobar 62' Dudar Miña 62' | wissels      | 53' Jürgen Sparwasser 72' Siegmar Wätzlich |

### Tweede ontmoeting
| Vriendschappelijk (Guayaquil, Ecuador, 6 februari 1985): |              | |
| Ecuador | 2 – 3        | Duitse Democratische Republiek |
| Hermen Benítez 17' Hamilton Cuvi 83' | goals        | 34' Rainer Ernst 40' Andreas Thom 55' Rainer Ernst |
| Antoninho Ferreira | bondscoach   | Bernd Stange |
| Israel Rodriguez Luis Enrique Capurro Orly Klinger Luis Preciado 81' Hans Maldonado 46' Marcelo Hurtado 56' José Elias d’Negri José Villafuerte 68' Fernando Baldeón Hermen Benítez Hamilton Cuvi | opstellingen | René Müller Hans-Jürgen Dörner 64' Ronald Kreer Frank Rohde Uwe Zötzsche Jörg Stübner 75' Matthias Liebers Wolfgang Steinbach Matthias Döschner Rainer Ernst 64' Andreas Thom |
| José Jacinto Vega 46' Galo Vasquez 56' Carlos Torres 68' Wilson Armas 81' | wissels      | 64' Andreas Trautmann 64' Olaf Marschall 75' Axel Schulz |
| - Debuut van Luis Enrique Capurro en laatste interland van Carlos Torres (17de) voor Ecuador. - Debuut van Olaf Marschall (Lokomotiv Leipzig) voor Oost-Duitsland.                                |              | |